# مایکل مارشال اسمیت
مایکل مارشال اسمیت (انگلیسی: Michael Marshall Smith؛ زادهٔ ۳ مهٔ ۱۹۶۵) فیلم‌نامه‌نویس اهل بریتانیا است.
از فیلم‌ها یا مجموعه‌های تلویزیونی که وی در آن‌ها نقش داشته‌است، می‌توان به کشتی خدایان اشاره نمود.